# 有明 (札幌市)
有明（ありあけ）は、北海道札幌市清田区にある地名。

## 地理
- 河川
  - 厚別川
- 滝
  - 有明の滝（落差13m[2]）、有明小滝（落差5m[3]）
- 山
  - 白旗山[WEB 4] - ただし白旗山競技場の所在地は真栄地区になる[WEB 4]。

有明は隣接する南区滝野と並んで滝が多い。滝野周辺は約4万年前に支笏湖を形成した火山からの火砕流堆積物が厚く、その一部は溶結凝灰岩となっている。強溶結の部分は堅くて川の下方浸食を受けにくいので、やわらかい火山灰地層との境目で高低差ができ、滝が形成される。その滝が強溶結を削りながら後退していく過程で、川の本流と支流の合流点を越えると、本流に加えて支流にも新たに滝ができる。一帯に滝が多いのはこうした理由によると考えられる。

## 歴史

### 地名の由来
篠路屯田兵給与地として開拓され、公有地とされていた土地であること、豊平町の東部に位置していることに由来するという。
「公有地」の「有」に、「明るい」イメージを加えて命名された。

### 沿革
- 1890年（明治23年） - 開拓開始[1][WEB 4]。
- 1900年（明治33年） - 公有地神社（後の有明神社）が創設される[WEB 4]。
- 1911年（明治44年） - 豊平町厚別尋常小学校付属特別教授場（後の有明小学校）が設置される[WEB 4]。
- 1944年（昭和19年） - 札幌郡豊平町大字月寒村の一部により、同町有明として成立[1]。
- 1961年（昭和36年） - 合併に伴い、札幌市有明となる[1]。
- 1972年（昭和47年） - 豊平区成立に伴い、同区有明となる[1]。
- 1997年（平成9年） - 清田区成立に伴い、同区有明となる。

## 主な施設
- 札幌市立有明小学校[7]
- 有明神社[7]
- 札幌ふれあいの森
- ツキサップゴルフクラブ

- 有明小学校
- 有明神社
- 札幌ふれあいの森
- 有明の滝
- 有明小滝

## 教育
通学区域
- 高等学校 - 石狩学区[WEB 5]
- 中学校 - 札幌市立真栄中学校[WEB 6]
- 小学校 - 札幌市立有明小学校[WEB 7]

## 交通

### 主要道路
- 北海道道341号真駒内御料札幌線（厚別滝野公園通）[7]

### 交通機関
北海道中央バスが福住駅（福住バスターミナル）や大谷地駅（大谷地バスターミナル）などへ運行。路線詳細は北海道中央バス大曲営業所を参照。

### WEB
1. ↑  札幌市 (2017年3月15日). “人口統計”.   札幌市. 2017年3月20日閲覧。
2. ↑  総務省総合通信基盤局電気通信事業部電気通信技術システム課番号企画室 (2014年4月3日). “市外局番の一覧” (PDF).   総務省. p. 1. 2015年3月27日閲覧。
3. ↑  “北海道札幌市清田区”.   人口統計ラボ. 2016年10月16日閲覧。
4. 1 2 3 4 5 6  札幌市清田区 - 各地区の概況
5. ↑  北海道教育庁新しい高校づくり推進室 (2014年10月28日). “道立高等学校の通学区域について 別表（第1条関係）” (PDF).   北海道教育委員会. 2015年3月27日閲覧。
6. ↑  札幌市教育委員会生涯学習部学校施設課 (2012年5月17日). “清田区中学校”.   札幌市. 2015年3月27日閲覧。
7. ↑  札幌市教育委員会生涯学習部学校施設課 (2013年10月1日). “清田区小学校”.   札幌市. 2015年3月27日閲覧。

### 書籍
1. 1 2 3 4 5 6  「角川日本地名大辞典」編纂委員会 1987a, p. 98.
2. ↑  青木 2009, p. 139.
3. ↑  青木 2009, p. 140.
4. ↑  青木 2009, p. 138.
5. ↑  前田 2007, p. 117.
6. ↑  前田 2007, p. 118.
7. 1 2 3  「角川日本地名大辞典」編纂委員会 1987b, p. 102.